# Каїр 52

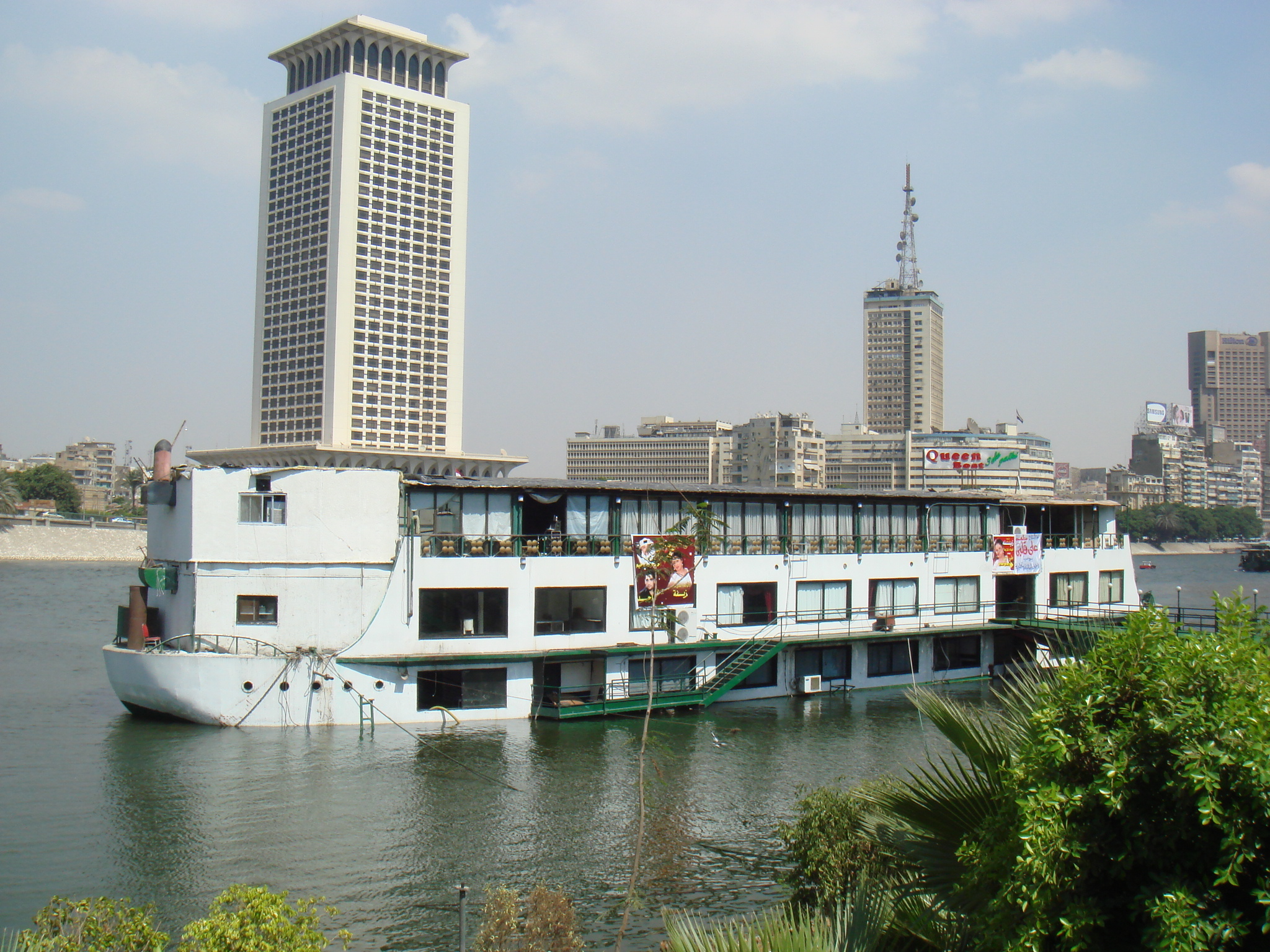
Королівський Човен

Каїр 52 — термін, під яким розуміють 52 чоловіків, заарештованих 11 травня 2001 року на борту плавучого гей-бару під назвою Queen Boat, що стояв на якорі на річці Ніл, в Каїрі.

## Обвинувачення
Із 52 заарештованих, 50 чоловік були обвинувачені у «звичайній розпусті» та «непристойній поведінці» за статтею 9c Закону №10 1961 року про боротьбу з проституцією.